# Confederación Argentina de Mutualidades

La Confederación Argentina de Mutualidades, conocida también por sus siglas CAM, es una organización gremial de tercer grado que agrupa a federaciones de mutuales -según lo dispuesto por el Decreto-Ley Nacional de Mutualidades (Ley 20.321)- reconocida por el Estado Argentino a través de su órgano de control, el Instituto Nacional de Asociativismo y Economía Social (INAES).
Actualmente reúne a 38 federaciones que congregan a más de 4.000 mutuales, fundadas a partir de la asociación libre y voluntaria de sus miembros, bajo los principios de solidaridad y ayuda recíproca con el objetivo de garantizarse el acceso a servicios vinculados a diferentes aspectos de la vida (salud, cultura, recreación y deporte, crédito, etc).

## Representación
La CAM fue creada el 7 de agosto de 1951, y tiene su sede social en la Ciudad Autónoma de Buenos Aires. 
En alianza con otras confederaciones del sector y el Instituto Nacional de Asociativismo y Economía Social (INAES), la CAM  promueve políticas para el desarrollo del sector mutual y la Economía Social Solidaria, que representa en Argentina el 10% del Producto Bruto Interno (PBI) y genera 460.000 empleos directos.
La gestión de este organismo, fundada en principios participativos y democráticos propios del mutualismo, se sostiene con en el aporte de las organizaciones que la conforman, a las que presta asistencia y capacitación en temas administrativos, financieros y legales.
En el ámbito internacional la CAM integra la Alianza del Mutualismo de América (AMA), con sede en Montevideo (Uruguay) y la Asociación Internacional de Mutualidades (AIM), con sede en Bruselas (Bélgica).

## Historia
En 1938 el presidente Roberto Marcelino Ortiz firmó un decreto que reconocía y brindaba apoyo a  la actividad. En septiembre de 1948, durante el gobierno de Juan Domingo Perón, se celebró el Primer Congreso de Mutualidades en Argentina. Para ese entonces las Asociaciones Mutuales en el país, nacidas al calor de la colonia española y alimentadas por las necesidades organizativas y gremiales de las comunidades inmigrantes, conformaban  un movimiento pujante, con más de mil organizaciones y 500 mil asociados. En ese marco, las organizaciones comenzaban a plantearse la necesidad de un órgano representativo del movimiento mutualista organizado, para articular acciones con el Estado para la defensa y difusión de los valores mutuales.
Atendiendo a las demandas del Primer Congreso de Mutualidades, la CAM fue constituida el 7 de agosto de 1951 “como el organismo aglutinante de las federaciones existentes y las que se fundarán en el futuro”, y como representante nacional e internacional del mutualismo argentino.
Liga Argentina de Entidades Mutualistas, Federación de Entidades Mutualistas de la Provincia de Buenos Aires, Federación de Entidades Mutualistas de la Provincia de Entre Ríos, Federación de Asociaciones Mutualistas de la Provincia de Tucumán, Federación de Entidades Mutualistas de Rosario, Federación de Entidades Mutualistas de Santa Fe y Federación Mutualista de la Provincia de Córdoba, con la ausencia de la Federación de Entidades Mutualistas de Corrientes, fueron las organizaciones que firmaron el Acta Constitutiva de la entidad.
En 1971, cuando se creó el Instituto Nacional de Acción Mutual (INAM) -hoy Instituto Nacional de Asociativismo y Economía Social (INAES)- la CAM fue el primer organismo en registrar su matrícula y fue llamada a representar al sector en el directorio de esta institución.

## Estructura y Gobierno
Según establece su Estatuto Social, la estructura de gobierno de  la CAM está constituida por los Congresos Ordinarios y Extraordinarios, la Junta Ejecutiva y la Junta Fiscalizadora. Los Congresos son la máxima autoridad de la organización y sus resoluciones  son de acatamiento obligatorio para todas las Federaciones.
Los delegados titulares representan a las Federaciones activas en los Congresos. En esta instancia se eligen los integrantes de la Junta Ejecutiva, la Junta Fiscalizadora y sus suplentes. La Junta Directiva participa en los Congresos con derecho a voz, pero no a voto.
La junta ejecutiva está compuesta por un presidente, cuatro vicepresidentes, un secretario, un prosecretario, un tesorero, un protesorero, un secretario por cada una de las regiones (Noroeste, Noreste, Cuyo, Centro, Provincia de Buenos Aires y Patagonia), un secretario de Capacitación y Educación, dieciséis vocales titulares y cuatro suplentes.
Actualmente, la Confederación Argentina de Mutualidades es presidida por Alejandro Juan Russo, en representación de la Federación Provincial de Mutualidades de Córdoba.

## Sede social
El 10 de mayo de 2018, la Confederación Argentina de Mutualidades inauguró su sede social propia en un inmueble ubicado en el piso 2° de la Avenida de Mayo 784, de la Ciudad Autónoma de Buenos Aires. El inmueble ocupa el segundo piso de un histórico edificio proyectado por el arquitecto suizo Christian Schindler en 1899.

## Federaciones miembro
Como organización confederal de tercer grado, CAM reúne las siguientes federaciones
1. Federación de Entidades Mutualistas de la Provincia de Buenos Aires (Femba)
2. Federación de Asociaciones Mutualistas de Tucumán
3. Federación de Entidades Mutualistas de la Provincia de Santa Fe (Femsafe)
4. Federación Provincial de Mutualidades de Córdoba (Femucor)
5. Federación Entrerriana de Entidades Mutuales “Gral. Francisco Pancho Ramírez
6. Federación Argentina de Entidades Mutuales de Choferes
7. Federación Santafesina de Mutuales de Ahorro y Préstamo
8. Federación Argentina Entidades Civiles Que Agrupan al Personal Policial (Faecapp)
9. Federación de Asociaciones Mutualistas del Chubut
10. Federación de Mutuales de Neuquén (Fe.Mu.Ne)
11. Federación de Entidades Mutuales de Corrientes
12. Federación Chaqueña de Mutuales (Fe.Cha.Mu)
13. Federación de Mutuales Rionegrinas
14. Federación Santafesina de Entidades Mutualistas “Brigadier Gral. Estanislao López”
15. Federación de Mutuales de la Provincia de Misiones
16. Federación de Mutuales Para la defensa Organizada del Consumo
17. Federación Sanjuanina de Entidades Mutuales
18. Federación Mutualista de la Provincia de la Pampa (Femulpa)
19. Federación Argentina de Mutuales de Salud (Famsa)
20. Federación Nacional Mercantil Mutualista de “Faecys” (Fnammf)
21. Federación de Entidades Mutuales de Salta
22. Federación de Mutuales de Servicios de la Seguridad Social (Fe.Mu.S.S.)
23. Federación Argentina de Mutuales de Vivienda (Famvi)
24. Federación Instituto de Ayuda Económica Mutual (I.A.E.M.)
25. Federación de Entidades Mutuales para Agentes Estatales Bonaerenses (Fempaeb)
26. Federación de Asociaciones Italianas En Argentina (F.A.I.A.)
27. Federación de Asociaciones Mutuales de Formosa (F.A.M.F.)
28. Federación de Mutualidades de las Fuerzas Armadas y de Seguridad (Fe.M.Fa.Se.)
29. Federación de Entidades Mutualistas de la Provincia de Jujuy
30. Federación de Mutuales Unidas de Mendoza (Fe.M.U.M.)
31. Federación de Mutuales de la Provincia de la Rioja (Femular)
32. Federación de Mutuales Santiagueñas (Fe.Mu.S.)
33. Asociación  de Mutuales Chaqueñas Federadas (A.Mu.Cha.Fe.)
34. Federación Tucumana de Mutuales
35. Federación de Mutuales “Virgen del Valle” de la Provincia de Catamarca (Femucat)
36. Federación Mutual Norte de la Provincia de Buenos Aires (Femunorba)
37. Federación de Mutuales Bahienses y Regionales (Femubyr)
38. Federación de Cooperativas Entidades Solidarias para la Ayuda Mutua (Fedesam) - Adherente